# HAT-P-6b

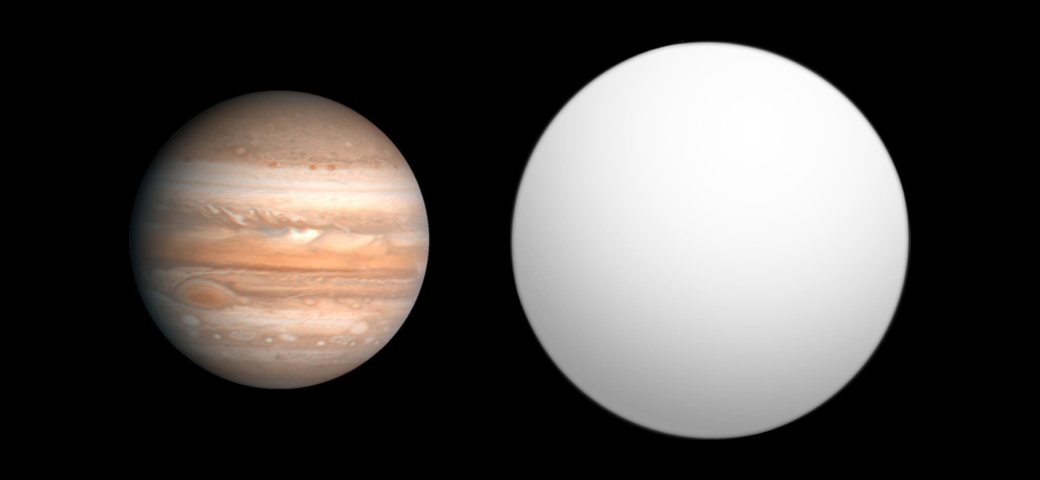
HAT-P-6b im Vergleich mit Jupiter

HAT-P-6b ist ein Exoplanet, der den Hauptreihenstern HAT-P-6 alle 3,853 Tage umkreist. Auf Grund seiner hohen Masse wird angenommen, dass es sich um einen Gasplaneten handelt.

## Entdeckung
Der Planet wurde durch das HATNet Project mittels Transitmethode im Jahr 2007 entdeckt.

## Umlauf und Masse
Der Planet umkreist seinen Stern in einer Entfernung von ca. 0,05325 Astronomischen Einheiten und hat eine Masse von ca. 336 Erdmassen bzw. 1,057 Jupitermassen.